# Cotmeana, Argeș
Cotmeana este satul de reședință al comunei cu același nume din județul Argeș, Muntenia, România. Se află în partea de vest a județului, în Platforma Cotmeana, pe Râul Cotmeana. În apropiere se află Mănăstirea Cotmeana.